# 水井公园

水井公园市区在赫尔辛基的位置（红色部分）

水井公园（芬蘭語：Kaivopuisto）是芬兰首都赫尔辛基市区的最古老和最著名的公园之一。它也是赫尔辛基的一个市区的名字，该市区包括公园及附近居民住宅区，该市区内大约有500名居民。

## 地理
水井公园南部跟芬兰湾接界，北部是一个住宅小区，小区内有一些国家驻芬兰大使的官邸，包括美国、爱沙尼亚、西班牙、法国、比利时、巴西、意大利、荷兰、及英国。

## 概况
水井公园有平地、小山及悬崖。公园内还能看到18世纪时修建的石头堡垒的痕迹。每年夏天很多赫尔辛基居民会来公园里晒太阳、野餐或做运动。在冬天公园内最高的小山坡则是人们喜爱坐着滑板往下滑的地方。
水井公园最受欢迎的时候是五一节（在芬兰也叫“瓦普节”），瓦普节前夜人们则一般在市中心庆祝。在五月一日那天，上万的赫尔辛基人则会来到水井公园和朋友家人一起野餐。公园里人们穿戴上滑稽的服饰，放着大声的音乐，及开怀畅饮。传统上所有芬兰高中毕业的人都会带上他们的白色的学生帽。
自1970年代中期以来，每年夏天水井公园里都会举办几场音乐会，有时是古典音乐，但经常是流行及摇滚音乐，通常参加演出的是芬兰本土的艺术家。
水井公园里也有一个自1830年代起就有名的“Kaivohuone”餐馆及夜总会。公园内的小山坡顶上是公园标志性景观—建于1926年的乌尔萨观测台（Ursan tähtitorni）。

## 图集

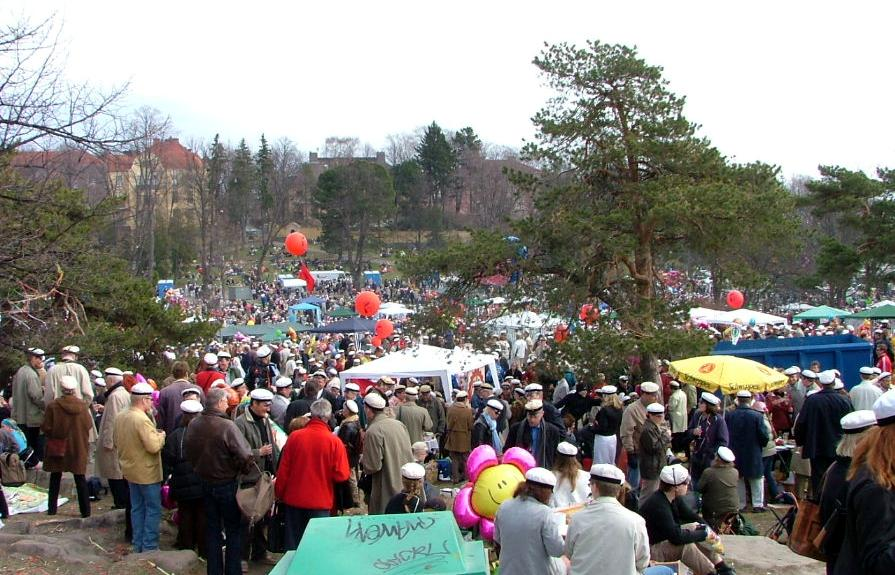
瓦普节时野餐庆祝的人群
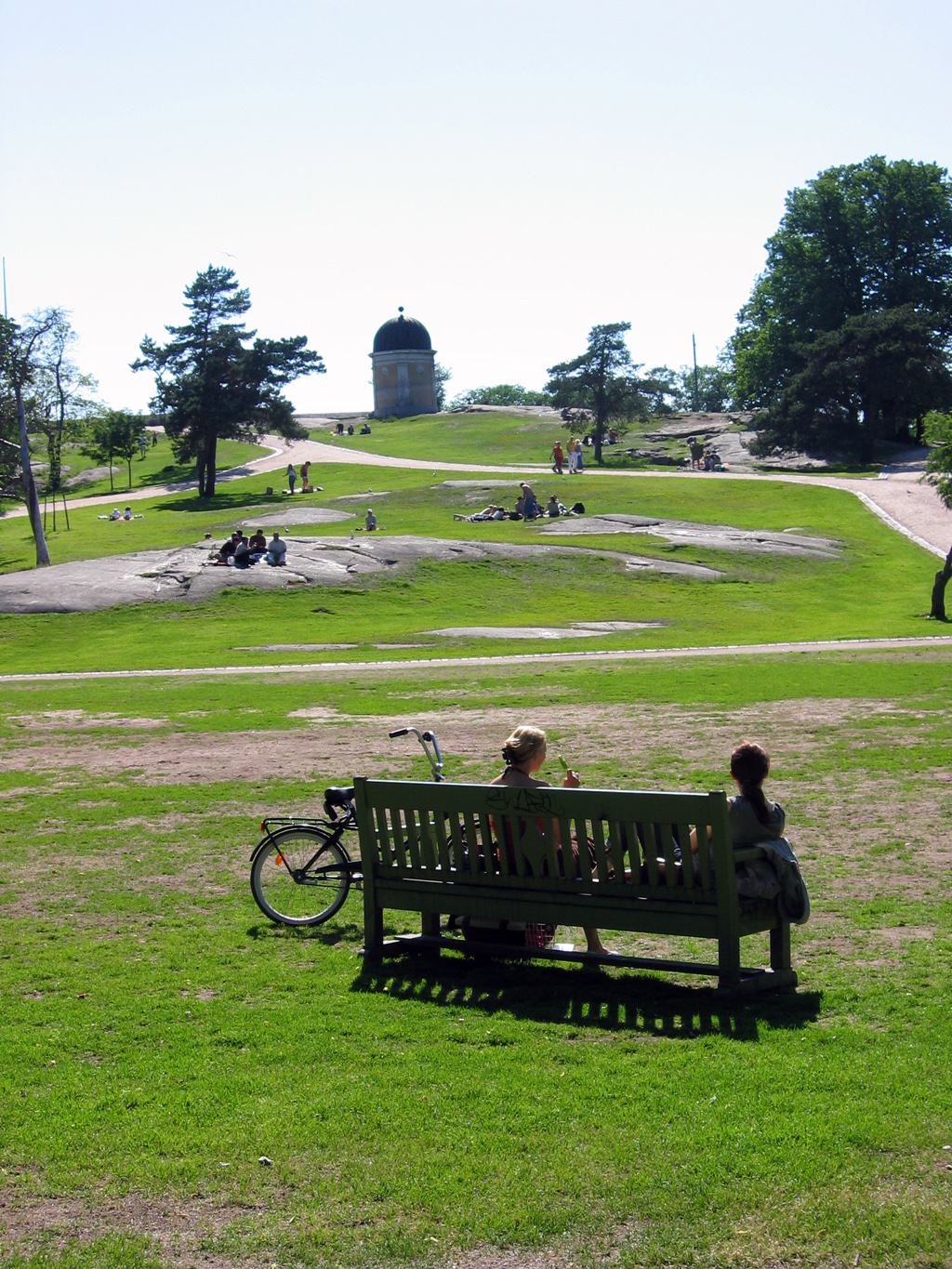
2007年仲夏节时的水井公园
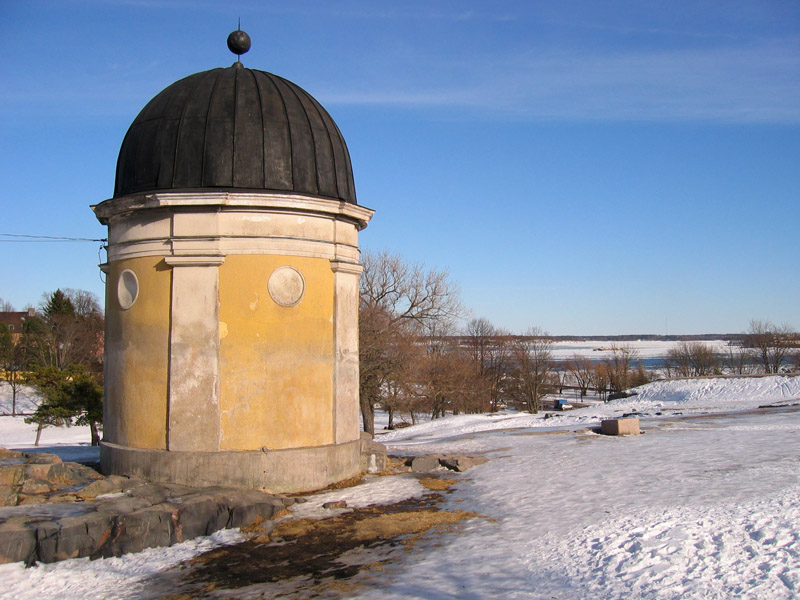
乌尔萨观测台
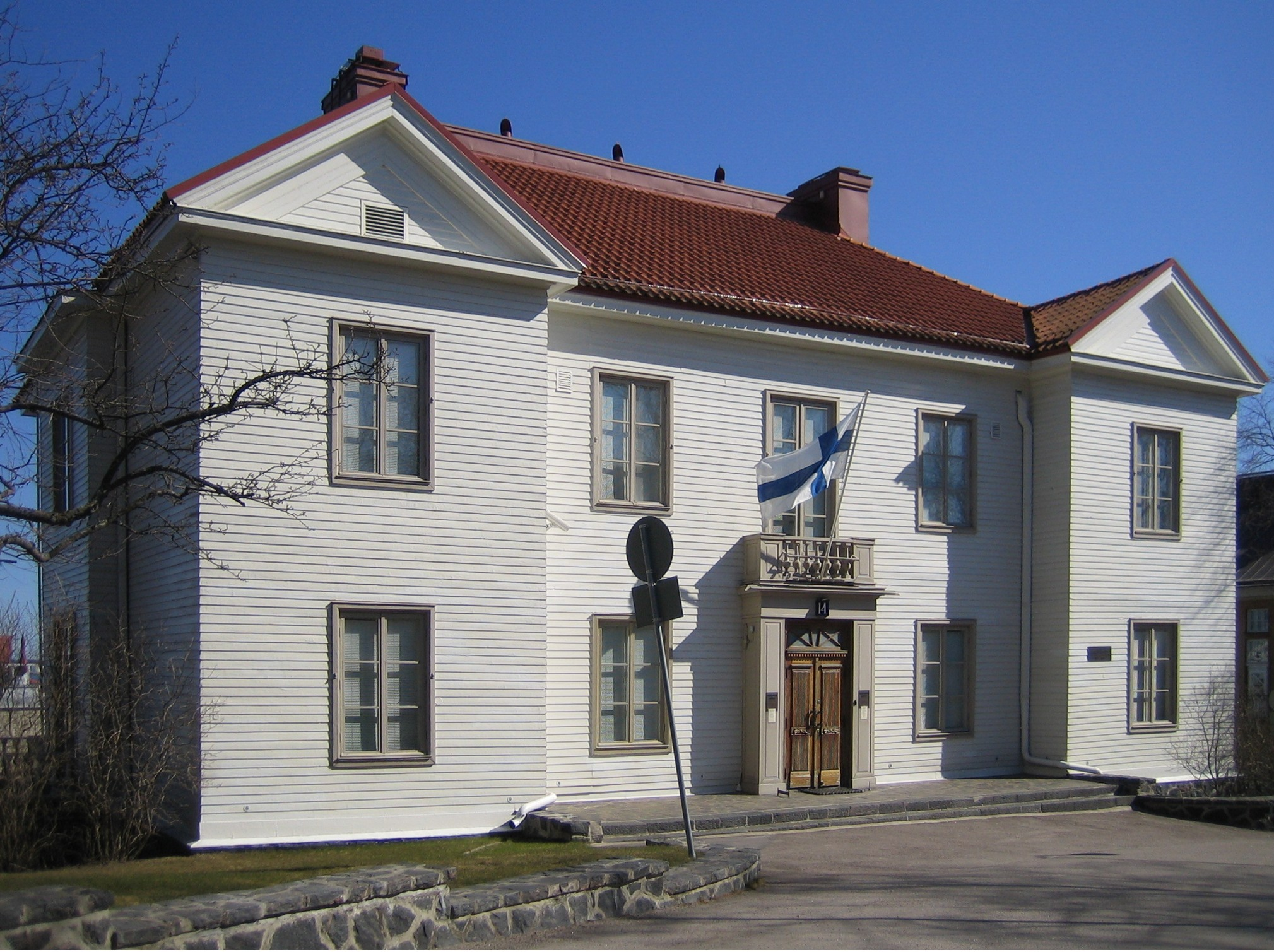
位于水井公园住宅区的曼纳海姆博物馆
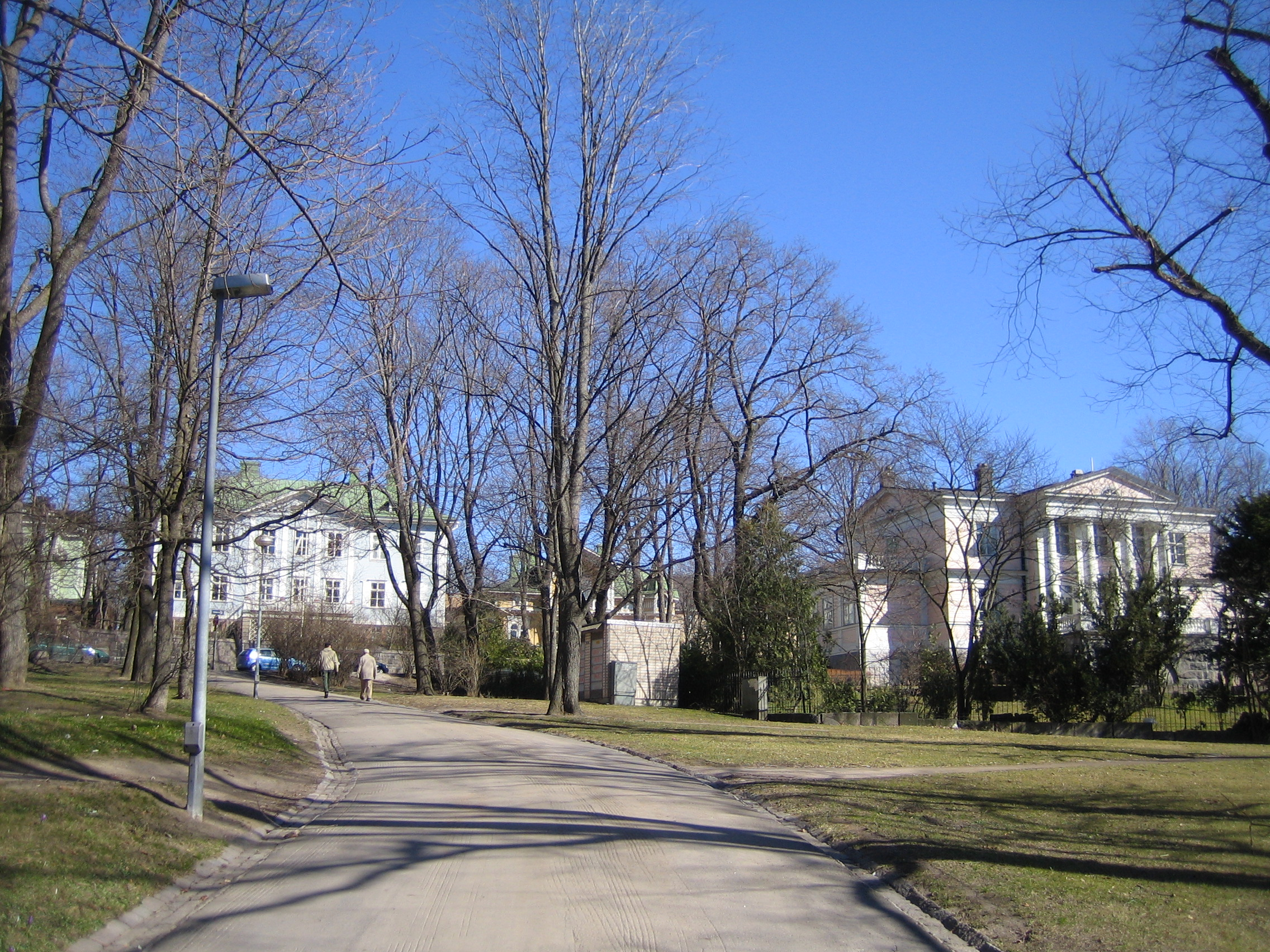
水井公园住宅区的别墅群
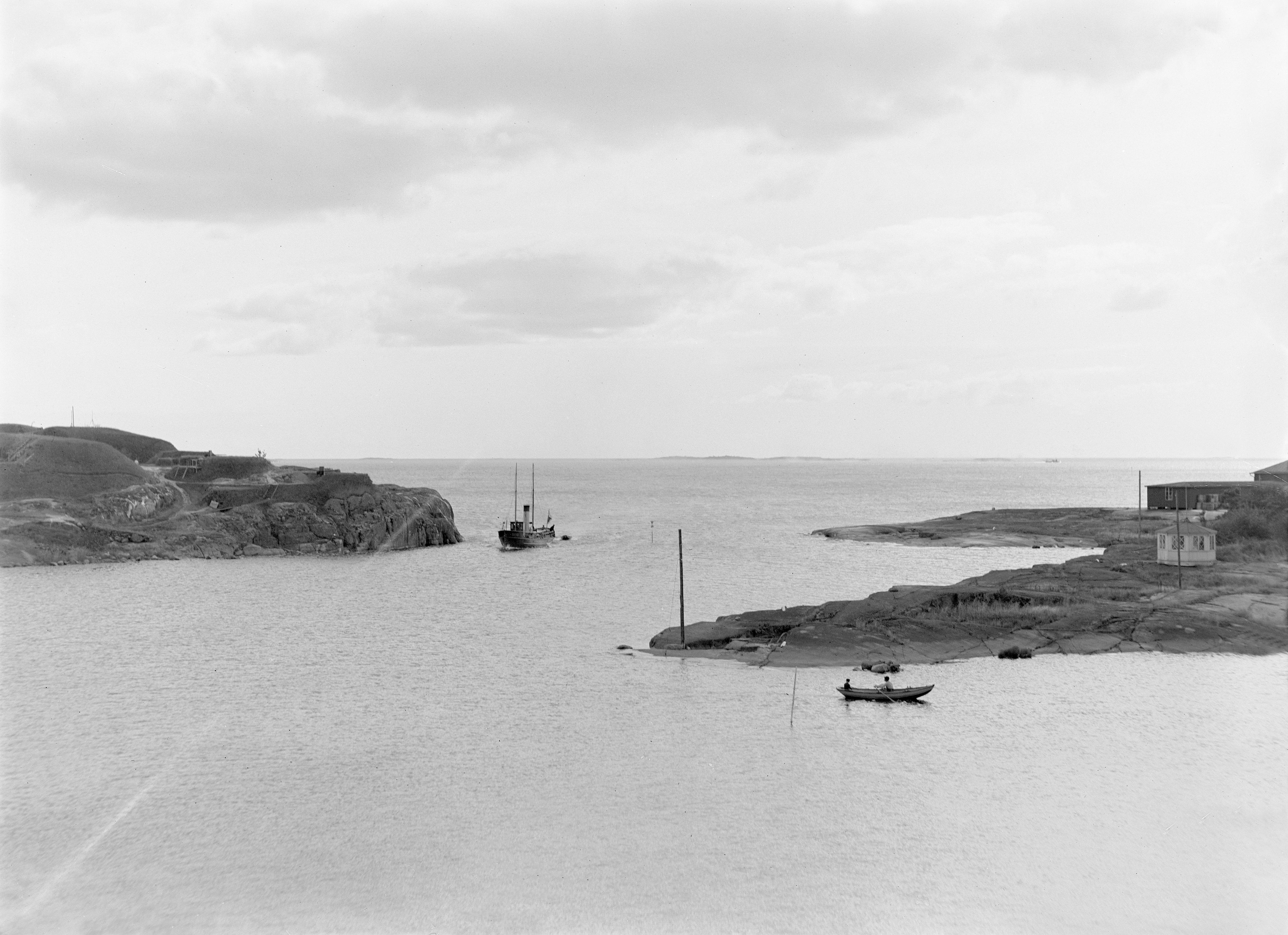
1908年时水井公园前方的海景